# Mindestflughöhe
Die Mindestflughöhe (englisch lowest safe altitude oder minimum safe altitude) ist die minimale Flughöhe über Grund, die Luftfahrzeuge im Flug einzuhalten haben. Sie dient der Flugsicherheit, dem Schutz von Personen am Boden und Lärmschutz durch Reduzierung des Fluglärms. Sie ist nicht zu verwechseln mit der Sicherheitsflughöhe (englisch minimum sector altitude) MSA, definiert von der ICAO, die z. B. in Abflugkarten von Flugplätzen zu finden ist, und auch nicht mit Entscheidungshöhe und Mindestsinkflughöhe.

## Europäische Union
Die SERA (Standardised European Rules of the Air) legt in SERA.5005 Buchstabe f für die Europäische Union die Mindestflughöhe fest. Sie ist Teil der Regelungen für den Sichtflug. Die Mindestflughöhe ist hierbei eine absolute Größe, die nur bei Starts und Landungen unterschritten werden darf.
| Flüge                                                                               | Mindestflughöhe |
| ----------------------------------------------------------------------------------- | --- |
| über Städten, anderen dicht besiedelten Gebieten und Menschenansammlungen im Freien | 300 m (1000 ft) über dem höchsten Hindernis innerhalb eines Umkreises von 600 m um das Luftfahrzeug                                                        |
| alle übrigen Fälle                                                                  | 150 m (500 ft) über dem Boden oder Wasser oder 150 m (500 ft) über dem höchsten Hindernis innerhalb eines Umkreises von 150 m (500 ft) um das Luftfahrzeug |

Für Flüge nach Sichtflugregeln bei Nacht legt SERA.5005 Buchstabe c Nummer 5 folgende Mindestflughöhen fest, die wiederum nur bei Starts und Landungen unterschritten werden dürfen.
| Flüge                                          | Mindestflughöhe                                                                                                   |
| ---------------------------------------------- | --- |
| über hohem Gelände oder in gebirgigen Gebieten | 600 m (2000 ft) über dem höchsten Hindernis in einem Umkreis von 8 km vom angenommenen Standort des Luftfahrzeugs |
| in allen anderen Gebieten                      | 300 m (1000 ft) über dem höchsten Hindernis in einem Umkreis von 8 km vom angenommenen Standort des Luftfahrzeugs |

Ein „gebirgiges Gebiet“ ist dabei definiert als „ein Gebiet mit unterschiedlichem Geländeprofil, in dem die Differenzen in der Geländehöhe 900 m (3000 ft) auf einer Strecke von 18,5 km (10,0 nm) übersteigen“ (SERA, Artikel 2, Begriffsbestimmung 95b).
Die SERA-Mitgliedsstaaten können von den oben angegebenen Mindestflughöhen abweichende Werte festlegen.

### Mindesthöhe
Ein Flug nach Instrumentenflugregeln muss, außer bei Starts und Landungen, in einer Höhe von mindestens 300 m (1000 ft) über dem höchsten Hindernis im Umkreis von 8 km durchgeführt werden. Über hohem Gelände oder in gebirgigen Gebieten gilt eine Flughöhe von mindestens 600 m (2000 ft) über dem höchsten Hindernis im Umkreis von 8 km (SERA.5015). SERA nutzt dazu den Begriff Mindesthöhe.

### Deutschland
Die Umsetzung der Regelungen der EU und der Europäische Agentur für Flugsicherheit zu Mindestflughöhe wird in § 37 Luftverkehrs-Ordnung (LuftVO) festgelegt, dabei wird amtlich der Begriff Sicherheitsmindesthöhe verwendet. Die Abweichung von der Mindestflughöhe kann von der zuständigen Luftfahrtbehörde genehmigt werden. Für Segelflugzeuge, Hängegleiter und Gleitschirme, für die es bauartbedingt notwendig ist, darf die Mindestflughöhe unterschritten werden.
Mindestflughöhen gelten in Deutschland nur für zivile Luftfahrzeuge. Militärische Luftfahrzeuge dürfen generell von den allgemeinen Regelungen der Luftfahrt abweichen, wenn dies zur „Erfüllung ihrer besonderen Aufgaben erforderlich ist“ (§ 30 Luftverkehrsgesetz (LuftVG)). Von Tiefflügen wird bei militärischen Flugzeugen  von einer Flughöhe von weniger als 1.500 ft und Hubschraubern von weniger als 500 ft gesprochen. Nach dem Militärischen Luftfahrthandbuch Deutschland (englisch MIL AIP Germany) darf in den ausgezeichneten Tieffluggebieten bis 500 ft und in „Tieffluggebieten 250 ft“ bis 250 ft geflogen werden. Militärische Hubschrauber unterliegen in den Tieffluggebieten keiner Mindestflughöhe. Die Nutzung der „Tieffluggebiete 250 ft“ ist Stand 2023 ausgesetzt und kann nur durch das Bundesministerium der Verteidigung genehmigt werden; die Aktivierung wird per NOTAM bekanntgegeben.
Der in Deutschland verwendete Begriff Mindesthöhe war eine aus Lärmschutzgründen in Deutschland vorgeschriebene Flughöhe von 2000 ft über Grund, die unter Umständen – wenn Wetter oder Luftraumstruktur es nicht anders zulassen – unterschritten werden durfte. Sie galt für motorgetriebene Luftfahrzeuge auf Überlandflügen nach Sichtflugregeln bis zur Einführung der SERA. Die Regel wurde im Jahre 2015 abgeschafft, wobei die Bundesregierung vom Bundesrat aufgefordert wurde sich auf EU-Ebene aufgrund von Lärmschutzgründen für eine Wiedereinführung der bis dato geltenden nationalen Regelungen einzusetzen.

## Vereinigte Staaten
In den USA gelten die Regelungen der Federal Aviation Administration. In den Federal Aviation Regulations wird diese minimum safe altitude (MSA) genannt. Sie sollte grundsätzlich so bemessen sein, dass bei Ausfall des Motors eine sichere Landung ohne Gefährdung von Personen und Sachwerten möglich ist. Darüber hinaus:
- über besiedelten Gebiet und Ansammlung von Personen eine Flughöhe von 1.000 ft über dem höchsten Hindernis mit 2.000 ft horizontalem Abstand
- über anderen Gebieten eine Flughöhe von 500 ft über Grund. Über Wasser und dünn besiedeltem Gebiet auch niedriger, aber keine Annäherung an Personen, Fahrzeuge oder Bauwerke unter 500 ft.

Für Helikopter und gewichtskraftgesteuerte Luftfahrzeuge gibt es weitere Ausnahmen. In der Nähe von geräuschempfindlichen Gegenden wie Wildschutzgebiete oder Nationalparks ist die empfohlene Mindestflughöhe 2.000 ft.